# Cosmodrome de Kapoustine Iar
Pour les articles homonymes, voir Kapoustine.
| \| Localisation de Kapoustine Iar. · Kapoustine Iar \| Localisation de Kapoustine Iar. |
| Localisation de Kapoustine Iar. · Kapoustine Iar                                       |

Le cosmodrome de Kapoustine Iar (en russe : Капустин Яр; aujourd'hui Знаменск/Znamensk) est une base de lancement de fusées des troupes des missiles stratégiques de la fédération de Russie dans l'oblast d'Astrakhan, entre Volgograd et Astrakhan.

## Histoire
C'est le 13 mai 1946 que débute l'utilisation, sur le site de Kapoustine Iar, des technologies et équipements récupérés par les Russes après la défaite de l'Allemagne. Avec l'aide des scientifiques allemands capturés, le premier lancement d'une fusée a lieu le 18 octobre 1947. Cette fusée est l'une des onze A-4 (une fusée V2) qui ont été récupérées par les Soviétiques.
Fin 1948, l'équipe de Sergueï Korolev dispose de lanceurs qu'elle a conçus et, dès lors, de nombreux lancements de fusées, fusées-sondes (M-100) et satellites ont lieu sous le contrôle de l'armée et dans le secret le plus strict.
Avec l'augmentation de son activité, le site se transforme en véritable base de lancement en 1966. Comme de nombreux autres sites de tests soviétiques, Kapoustine Iar commence comme un simple village de tentes. Ce n'est qu'en 1951 que les premiers baraquements permanents militaires, résidentiels et administratifs sont créés. Pour héberger un nombre de scientifiques et leurs familles toujours plus important, une nouvelle ville, Znamensk, est créée en 1962.
Cette ville fermée reste secrète, n'est présente sur aucune carte et est interdite aux personnes étrangères au complexe.

### Découverte de son existence

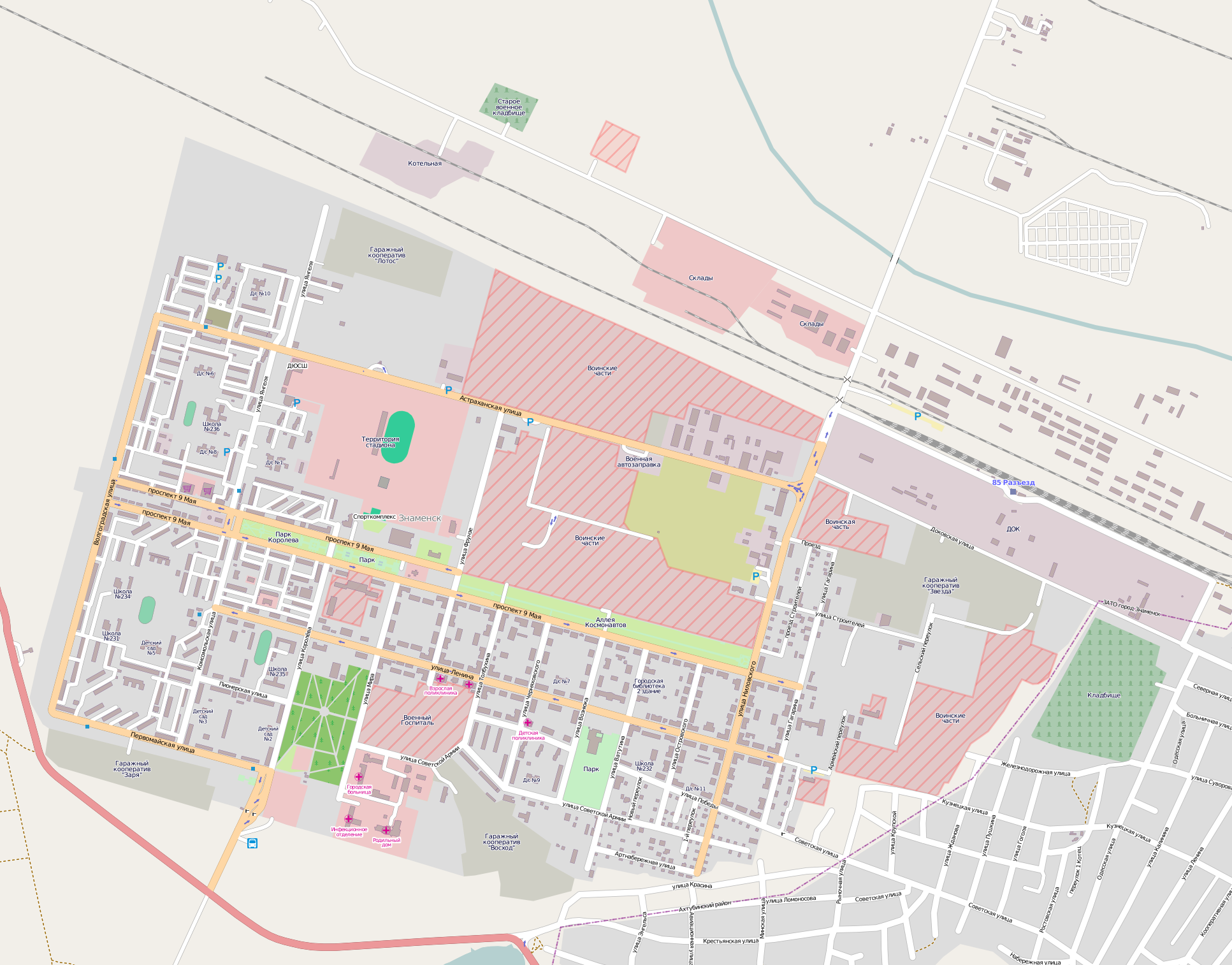
Carte de l'emplacement.

Son existence est découverte par les services de renseignements américains en 1953 à la suite des révélations de quelques scientifiques allemands passés à l'Ouest. Les Américains veulent alors confirmer son existence en la photographiant, mais ils ne disposent pas en 1953 d'avion espion assez efficace pour survoler l'Union soviétique (l'U2 n'entrant en service qu'en 1955). Le président américain refusant qu'un avion américain survole sans autorisation le territoire soviétique, l'US Air Force (USAF) se tourne alors vers la Royal Air Force (RAF) et son nouvel avion, le Canberra PR.3. Avec l'accord du premier ministre du Royaume-Uni Winston Churchill, une mission est organisée.
Un Canberra décolle en août 1953 de Giebelstadt en Allemagne de l'Ouest, avec à son bord vraisemblablement un équipage composé de deux pilotes et un navigateur. L'avion prend immédiatement la direction de Kapoustine Iar et vole à une altitude comprise entre 14 000 m (46 000 ft) et 14 600 m (48 000 ft). L'avion est détecté par des radars des forces du Pacte de Varsovie durant tout son trajet, durant lequel il survole la Tchécoslovaquie, la Pologne et l'Ukraine. L'avion est pris en chasse par plusieurs MiG-15, mais ceux-ci sont incapables de tenir la même altitude que le Canberra et, rendant les choses encore plus difficiles pour les pilotes soviétiques, ils ne sont pas équipés de radars pour le détecter.
Arrivé près de Kapoustine Iar, un pilote de MiG-15 a de la chance et réussit à intercepter le Canberra. Il ouvre le feu sur ce dernier, mais l'avion n'est que peu endommagé, assez cependant pour perturber les prises de vue de la base de lancement. Ces photographies révéleront tout de même l'existence du cosmodrome. Une fois sa mission accomplie, l'avion se dirige vers l'Iran où il atterrit.
Le 8 juin 2012, un missile ICBM Topol-M est lancé depuis la base en direction du Kazakhstan, visible entre autres depuis Israël et les territoires palestiniens.